# レフ・シュガエフ
レフ・アレクサンドロヴィチ・シュガエフ（ロシア語：Лев Александрович Чугаев、1873年10月16日 - 1922年9月26日）はロシアの化学者。サンクトペテルブルク大学の教授であり、ドミトリ・メンデレーエフの後継者でもある。専門分野は有機化学、及び白金族錯体の分野を主にした無機化学。

## 錯体化学に関する貢献
シュガエフは、ジメチルグリオキシムがニッケル（Ⅱ）イオンと反応して鮮やかな赤色になることを発見した。この反応は、金属イオンを用いてなされた初めてのスポットテストである。
また、アルフレート・ヴェルナーの理論に基づき、白金族の化学においてあらゆる貢献をしてきた。クロロペンタアンミン白金（Ⅳ）イオンを含む塩である、[Pt(NH3)5Cl]Cl3は、”シュガエフの塩”と呼ばれている。また、シュガエフの研究室は、他の白金族錯体である[Pt(SEt2)4][PtCl4], [Pt(NH3)5OH]Cl3, [Os(SC(NH2)2)6Cl3.H2O などの合成にも成功している。
また、シュガエフはヒドラジンを用いた錯体の研究も行っている。"シュガエフの塩"と呼ばれる彼が合成した錯体は、白金（Ⅱ）の塩にメチルイソシアニドとヒドラジンを反応させることで生成する。数十年後には、この化合物はカルベン錯体であることが示されており、このシュガエフの塩は初めて報告された金属カルベン錯体であると考えられている。

## 有機化学に関する貢献
O-アルキルキサントゲン酸エステルを熱分解してアルケンを得る反応である、シュガエフ脱離を発見した。反応式は以下に示す。